# Saxifrage de Séguier
Saxifraga seguieri
Espèce
La Saxifrage de Séguier (Saxifraga seguieri) est une espèce de plantes vivaces de la famille des Saxifragacées. Elle doit son nom au botaniste français Jean-François Séguier (1703-1784) qui la décrit : « Saxifraga alpina minima, foliis ligulatis in orbem circumactis, flore ochroleuco ».

## Description

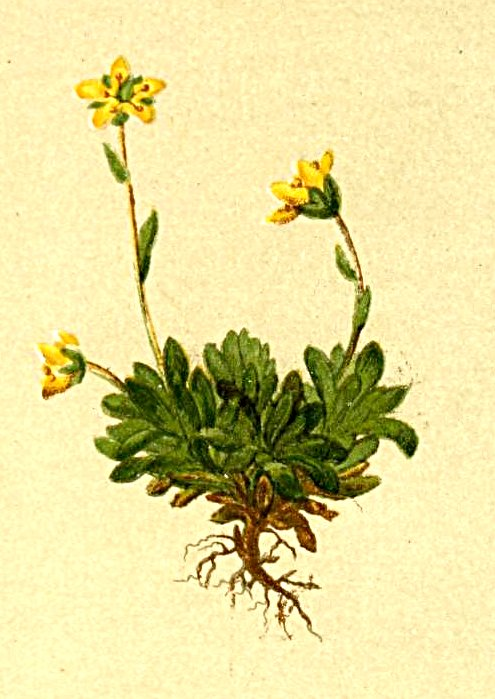
Saxifrage de Séguier, gravure en couleurs dans : Anton Hartinger, Atlas der Alenflora, 1882.

Cette plante vivace atteint une hauteur de 2 à 6 centimètres ; elle pousse en gazon ou en coussinets plats. Les feuilles en rosette sont longues de 5 à 30 millimètres, larges de 1 à 4 millimètres, lancéolées, vert foncé. La floraison a lieu de juillet à août. 

## Distribution

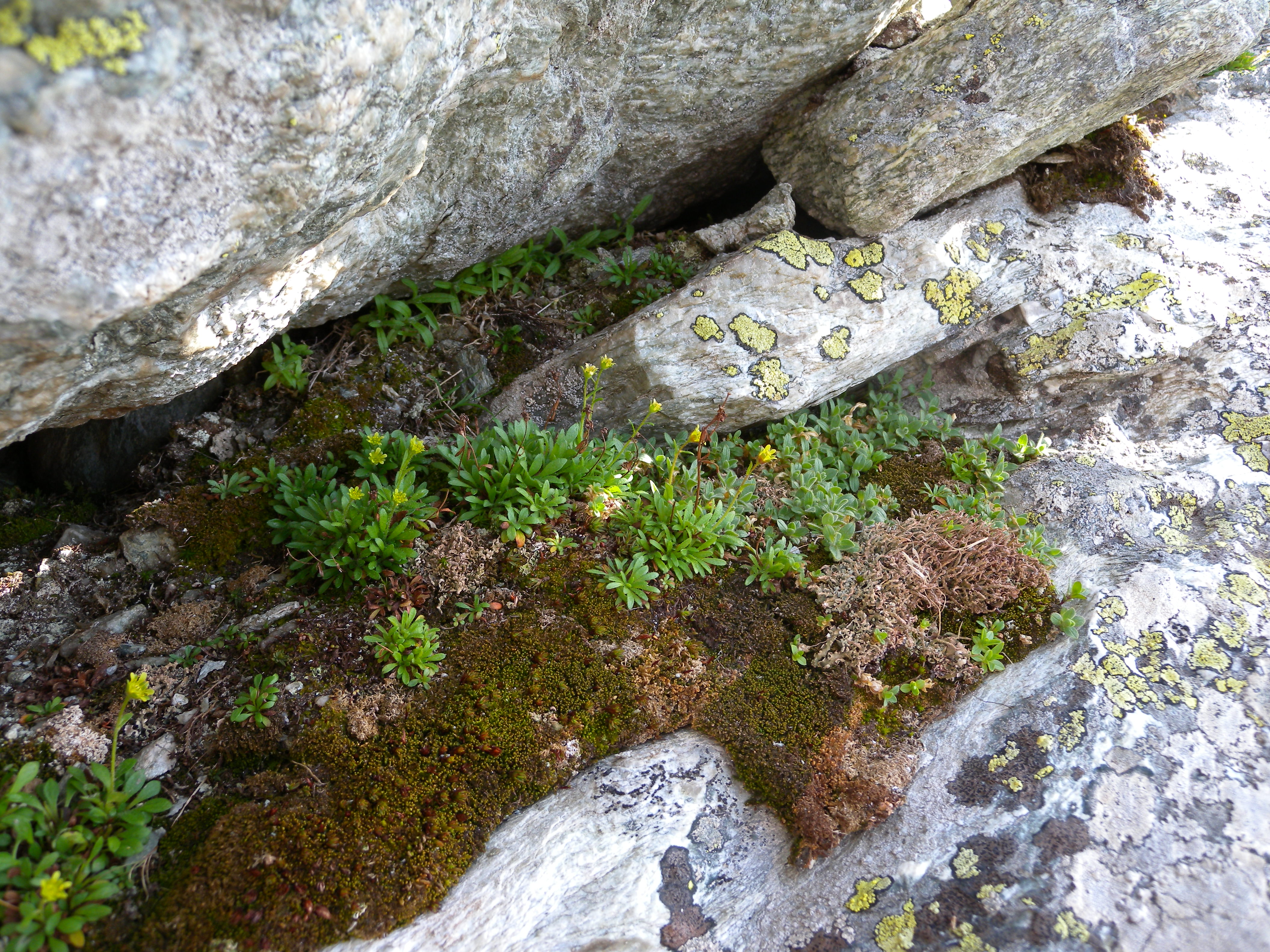
Saxifrage de Séguier au Pas de Chèvres, Arolla, Valais, Suisse.

La saxifrage de Seguier se rencontre dans les Alpes, sur des éboulis siliceux et calcaires et dans des combes à neige, à des altitudes de 1 600 à 3 000 mètres. Il pousse entre 2 200 et 3 250 mètres en Valais, entre 2 000 et 3 150 mètres au Tessin, entre 2 060 et 3 300 mètres dans les Grisons, entre 2 100 et 3 200 mètres d'altitude dans l'ouest du Tyrol ; il atteint 3 300 mètres d'altitude au Piz Linard et 3 700 mètres au mont Vélan.